# Novoland: Eagle Flag
Novoland: Eagle Flag (chino simplificado: 九州缥缈录; pinyin: Jiu Zhou Piao Miao Lu), es una serie de televisión china transmitida del 16 de julio del 2019 hasta el 2 de septiembre del 2019 por ZJTV, Tencent y Youku.
La serie es una adaptación de la novela "Novoland: Eagle Flag" (九州缥缈录) del escritor Jiang Nan (江南).

## Sinopsis
Sigue el surgimiento de tres jóvenes héroes aspirantes y su lucha contra un señor de la guerra malvado y el creciente ascenso de las fuerzas oscuras.
Lü Guichen es el heredero de la tribu nómada Qingyang del Norte y es enviado a la Tierra Oriental como rehén. Ahí conoce a Ji Ye, el hijo ilegítimo y desfavorecido de un noble que se está entrenando para convertirse en un guerrero y a Yu Ran, la Princesa de la Tribu Winged. Pronto los tres se convierten en amigos cercanos, pero tanto los sentimientos de Guichen y Ye por Ran se vuelven románticos.
Al mismo tiempo Ying Wuyi, un poderoso señor de la guerra ha mantenido un poderoso y firme control sobre el Emperador, ocasionando que este le otorgue un poder sin precedentes sobre los nobles. Por lo que Lü Guichen, Ji Ye y Yu Ran deciden unirse a la batalla decisiva contra Wuyi en el Paso Shangyang (inglés: "Shangyang Pass"), sin embargo sin que ellos lo sepan, aún está por desarrollarse una conspiración aún más oscura.

## Reparto

### Personajes principales[4]
| Actor        | Personaje  | N.º de episodios | Notas |
| ------------ | ---------- | ---------------- | --- |
| Liu Haoran   | Lü Guichen | 68               | Es el heredero de la Tribu Qingyang en las Tierras del Norte (inglés: "Northern Land"). De pequeño fue un niño débil y enfermizo, por lo que los miembros de su familia y su tribu lo pasaban por alto. Ahora un joven de naturaleza tranquila y gentil, decide hacerse más fuerte para proteger a sus seres queridos. |
| Song Zu'er   | Yu Ran     | 68               | Es la Princesa de la Tribu Winged. Es una joven brillante y con un espíritu natural, innatamente audaz y curiosa, tiene un ingenio rápido y valentía. |
| Chen Ruoxuan | Ji Ye      | 68               | Es un guerrero hábil y audaz, pero que es el hijo ilegítimo de un noble. Debido a sus duros comienzos, lo llevan a ser un joven con tendencias frías y despiadadas, por lo que sus ganas de probarse a sí mismo, lo traicionan y demuestran una vulnerabilidad infantil.                                               |

### Personajes secundarios

#### Reino Lower Tang
| Actor                        | Personaje      | N.º de episodios | Notas |
| ---------------------------- | -------------- | ---------------- | --- |
| Zhang Jiayi                  | Baili Jinghong | -                | Es el Gobernante del Reino Lower Tang. Un hombre ambicioso y sediento de poder, que intenta usar a Lü Guichen como su herramienta para asegurar su reinado. |
| Jiang Shuying (Maggie Jiang) | Gong Yuyi      | -                | Es un miembro de la Tribu Winged (羽族) y la consejera real del reino de Lower Tang. Así como la tía de Yu Ran. |
| Li Guangjie                  | Xi Yan         | -                | Es uno de los Cuatro Grandes Generales de la Tierra Oriental y el General Zorro (inglés: "Four Great Generals of the Eastern Land"). Es un guerrero y estratega increíblemente dotado, que esconde su verdaderos motivos y pensamientos detrás de una imagen sonriente y despreocupada. |
| Wang Ou (Angel Wang)         | Su Shunqing    | -                | Es un miembro de la Raza Espiritual (魅族) y una asesina de la Secta Tian Luo, así como la subordinada de Baili Jinghong que mantiene una relación compleja con el general Xi Yan. |
| Liu Guancheng                | Tuoba Shanyue  | -                | Es uno de los Cuatro Grandes Generales de la Tierra Oriental y el General Leopardo. |
| Wei Peng                     | Xi Yuan        | -                | Es el Jefe de la Tribu Baili y el amante de la Gran Princesa Bai Lingbo. |
| Wei Qianxiang (Shawn Wei)    | Baili Ningliu  | -                | Es el sobrinmo de Xi Heng y el amigo de Lü Guichen y Ji Ye. |
| Huang Yi                     | Baili Yu       | -                | |
| Liu Qiushi                   | Baili Yin      | -                | |
| Feng Hui                     | Ye Qianzheng   | -                | Es el padre de Ji Ye. |
| Fan Jinwei                   | Ye Changye     | -                | Es el hermano de Ji Ye. |

#### Reino de Yin
| Actor      | Personaje                | N.º de episodios | Notas |
| ---------- | ------------------------ | ---------------- | --- |
| Xu Qing    | Gran Princesa Bai Lingbo | -                | Es la Gran Princesa de Chu Wei. Una mujer ambiciosa y vana, que se nutre de la manipulación, y que tiene una gran sed de poder para hacerle frente a su lucha contra el envejecimiento y la pérdida de control. |
| Xuan Yan   | Bai Luyan                | -                | Es el Emperador de Chu Wei. |
| Chen Haoyu | Bai Zhouyue (Xiao Zhou)  | -                | Es la Princesa del Imperio Yin. |
| Ken Chang  | Bai Yi                   | -                | Es el Jefe de los Cuatro Grandes Generales de la Tierra Oriental y el Dragón General (inglés: "Four Great Generals of the Eastern Land"). Un maestro de la estrategia militar que es frío y melancólico.        |

#### Reino de Li
| Actor        | Personaje | N.º de episodios | Notas |
| ------------ | --------- | ---------------- | --- |
| Zhang Fengyi | Ying Wuyi | -                | Es el Gobernante del Reino de Li. Un hombre de la guerra poderoso que es increíblemente hábil e inteligente, pero arrogante y despiadado. |
| Wu Jiayi     | Ying Yu   | -                | Es la Princesa del Reino de Li y la hija de Ying Wuyi.                                                                                    |

#### Northern Land (Tribu Qingyang)
| Actor               | Personaje        | N.º de episodios | Notas                                                                 |
| ------------------- | ---------------- | ---------------- | --------------------------------------------------------------------- |
| Duo Bujie           | Mengle Huo'er    | -                | Es el Señor Lobo (inglés: "Wolf Lord") y el abuelo de Lü Guichen.     |
| Dong Yong           | Lü Song          | -                | Es el Jefe de la Tribu Qingyang y el padre de Lü Guichen.             |
| Li Peilu            | 9no. Príncipe    | -                | Es el Príncipe de la Tribu Qingyang y el tío de Lü Guichen.           |
| Li Ye               | Lü Shouyu        | -                | Es el hermano mayor de Lü Guichen.                                    |
| Liu Haoran          | Lü Guichen       | -                | Es el heredero de la Tribu Qingyang.                                  |
| Yang Le (Eric Yang) | Lü Yingyang      | -                | Es el tercer hermano de Lü Guichen, un hombre muy ambicioso.          |
| Jin Song            | Longge Zhenhuang | -                | Es el primo de Lü Guichen.                                            |
| Lu Yanqi            | Su Ma            | -                | Es la amiga de la infancia y asistente de Lü Guichen, que nació muda. |

#### Tribu Winged
| Actor                        | Personaje   | N.º de episodios | Notas |
| ---------------------------- | ----------- | ---------------- | --- |
| Jiang Tao                    | Yi Tianzhan | -                | Es un miembro de la Tribu Winged y un guerrero del cielo, así como el abuelo de Yu Ran y maestro de Lü Guichen. |
| Jiang Shuying (Maggie Jiang) | Gong Yuyi   | -                | Es un miembro de la Tribu Winged y la tía de Yu Ran.                                                            |
| Song Zu'er                   | Yu Ran      | -                | Es la Princesa de la Tribu Winged.                                                                              |

### Otros personajes
| Actor         | Personaje      | N.º de episodios | Notas |
| ------------- | -------------- | ---------------- | --- |
| Zhang Zhijian | Lei Bi Cheng   | -                | Es un hombre misterioso y poderoso que se mantiene en las sombras y magistralmente organiza la destrucción y el caos de la Tierra Oriental (inglés: "Eastern Land"). |
| Yang Xinming  | Da Hesa        | -                | Es un chamán sabio que está armado con el conocimiento del mundo. |
| Ji Ta         | Bo Minke       | -                | |
| Chen Zhiwei   | Leiyun Zhengke | -                | |
| Jia Haitao    | -              | -                | Es un profeta conocido como "River Folk" (河络). |
| Lei Jia Yin   | -              | -                | |
| Dong Jie      | -              | -                | |
| Jing Ming     | -              | -                | |

## Episodios
La serie está conformada por 68 episodios, los cuales fueron emitidos todos los lunes a jueves con una duración de 45min. 
Originalmente se esperaba que el primer episodio de la serie fuera estrenado el 3 de junio del 2019, sin embargo cuando faltaban menos de 30 minutos antes del estreno, se anunció que el drama no iba a emitirse. Finalmente la serie se estrenó el 16 de julio del 2019.

## Música
| No. | Intérprete | Canción        | Letra     | Música   | Notas              |
| --- | ---------- | -------------- | --------- | -------- | ------------------ |
| 1   | Ayanga     | "Mo Ma" (秣马) | Liu Chang | Tan Xuan | (tema de la serie) |

## Producción
La serie fue dirigida por Zhang Xiaobo (张晓波), escrita por Chang Jiang (常江) y coescrita por Jiang Nan (el autor de la novela original). También contó con el apoyo del director ejecutivo Zhang Weiwei (张为为), así como con el diseñador de vestuario Yee Chung-man, el compositor de música Peter Kam, con el director de arte Sun Li (Dragon), mientras que Han Lei estuvo a cargo de los efectos visuales y especiales.
Comenzó sus filmaciones en noviembre del 2017 en Xiangyang, posteriormente filmaron en Xinjiang a partir de febrero del 2018 y finalmente en Beijing, finalizando las filmaciones en agosto del mismo año.
La serie contó con el apoyo de las compañías de producción "Linmon Pictures", "Linglong Media" y "Da Shenquan".